# (294) Felicia
(294) Felicia es un asteroide perteneciente al cinturón de asteroides descubierto el 15 de julio de 1890 por Auguste Honoré Charlois desde el observatorio de Niza, Francia.
Se desconoce la razón del nombre.